# 钟起煌
钟起煌（1943年—2024年8月30日），男，江西于都人，中华人民共和国政治人物。

## 生平
1995年，担任中共江西省委副书记。2002年，升任江西省人大常委会副主任。2003年，当选为江西省政协主席。